# Nem (fiume)
Il Nem (in russo Нем?) è un fiume della Russia europea nord-orientale, affluente di sinistra della Vyčegda nel bacino della Dvina Settentrionale. Scorre nella Repubblica dei Comi, nei rajon Troicko-Pečorskij e Ust'-Kulomskij.
Inizia nel sud-est della Repubblica dei Komi, al confine con il Territorio di Perm'. Nella parte superiore, scorre in direzione meridionale, poi gira bruscamente a ovest, e dopo la foce dell'Yn a nord-ovest, attraversando l'altopiano di Nem (Немская возвышенность). Il canale è tortuoso, gli argini sono molto paludosi, soprattutto nel corso superiore, e scarsamente popolati. Sfocia nella Vyčegda a 785 km dalla foce, di fronte al villaggio di Ust'-Nem. Ha una lunghezza di 260 km, il suo bacino è di 4 230 km².
I suoi maggiori affluenti sono l'Yn (lungo 114 km) e il Kuk"ju (101 km) provenienti dalla sinistra idrografica. Il fiume gela da novembre a maggio.